# Cowspiracy
Cowspiracy: tajemnica równowagi ekologicznej środowiska – amerykański film dokumentalny z 2014 roku, który bada wpływ hodowli przemysłowej na środowisko oraz przybliża politykę organizacji ekologicznych. Film porusza wiele problemów środowiskowych, takich jak globalne ocieplenie, nadmierne wykorzystanie zasobów wodnych, wylesianie, strefy martwych wód, jednocześnie sugerując, iż hodowla przemysłowa jest głównym zagrożeniem dla utrzymania równowagi ekologicznej środowiska.
Amerykańska organizacja non-profit, The Union of Concerned Scientsts, zakwestionowała prawdziwość treści przedstawionych w filmie, jako sprzeczne z naukową opinią o zmianie klimatu.

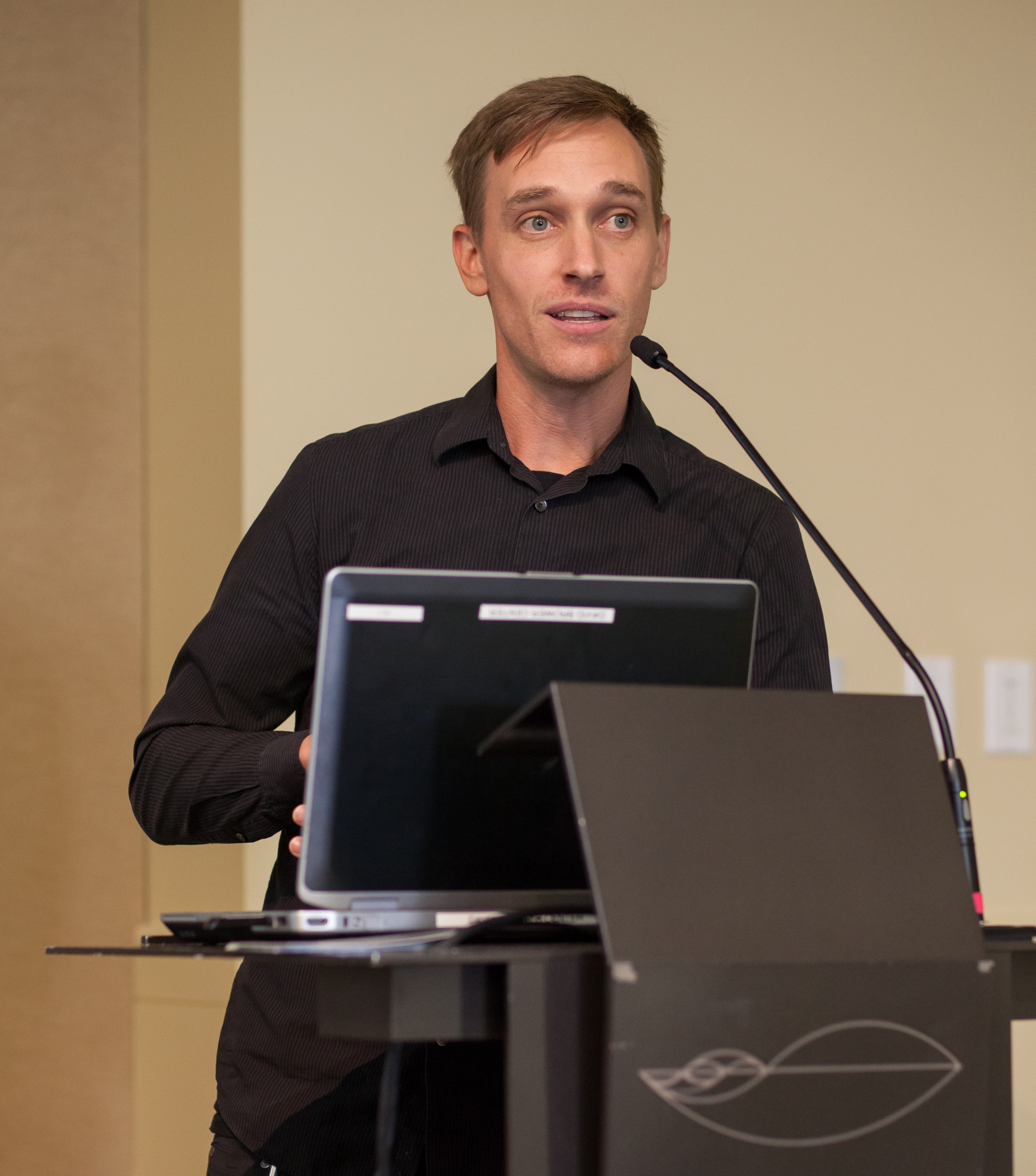
Producent / reżyser, Keegan Kuhn na konferencji Cowspiracy w Berkeley, wrzesień 2016 r.

## Fabuła
Film, wyreżyserowany przez Kipa Andersena i Keegana Kuhuna, bada wpływ hodowli przemysłowej na środowisko oraz stanowisko i działania organizacji ekologicznych w tej sprawie; m.in.: Greenpeace, Sierra Club, Surfrider Foundation, Rainforest Action Network i wiele innych.

## Produkcja
Film został sfinansowany społecznie przez stronę internetową IndieGoGo, na której 1449 osób wpłaciło 117 092 dolarów. Kwota stanowiła 217% pierwotnego zapotrzebowania, co pozwoliło producentom na przetłumaczenie filmu na język hiszpański i niemiecki oraz stworzenie napisów w ponad 10 językach, w tym chińskim i rosyjskim.
Zaktualizowana wersja filmu została wyemitowana na Netflixie 15 września 2015 roku. Jej producentem wykonawczym był Leonardo DiCaprio.
W 2017 roku Kip Andersen i Keegan Kuhn stworzyli kolejny film dokumentalny o tytule What the Health.

## Obsada
- Michael Klaper (lekarz, pisarz, doradca)
- Howard Lyman (były rolnik, pisarz, działacz)
- Lauren Ornelas (organizacja Food Empowerment Project)
- Michael Pollan (pisarz, wykładowca)
- Richard Oppenlander (pisarz, badacz)
- William Potter (dziennikarz)
- Kirk R. Smith (Ochrony Środowiska)
- Josh Tetrick (założyciel Hampton creek)

## Zasięg
Cowspiracy wygrało nagrodę publiczności na 2015 południowoafrykańskim festiwalu filmowym, a także nagrodę za najlepszy film zagraniczny na Festival de films pour l’environnement. W 2015 został nominowany do nagrody publiczności organizacji Cinema Politica.
Dziennikarz Chris Hedges oraz amerykańska gwiazda Porsha Williams oświadczyli, że Cowspiracy zmotywowało ich do przejścia na weganizm.
Recenzent Doug Boucher zakwestionował twierdzenie, iż 51% globalnych gazów cieplarnianych pochodzi z hodowli przemysłowej. Według niego dane raportu Worldwatch Institute nie mogą być rozpowszechniane jako dowód naukowy. Boucher wytyka wady metodologiczne w pracy Goodlanda i Anhanga jednocześnie przypominając naukową opinię o zmianie klimatu, według której globalne ocieplenie jest przede wszystkim spowodowane spalaniem paliw kopalnych przez ludzkość. Twierdzi on również, że naukowcy przypisują hodowli przemysłowej jedynie 15% globalnej emisji gazów cieplarnianych – co znacznie odbiega od przedstawionych w filmie 51%.
Recenzja Bouchera kończy się następująco: „Filmy takie jak Cowspiracy są niewiarygodne, nie tylko ze względu na to, jak przekręcają fakty, ale także przez to, iż każą nam wierzyć, że przemysł paliw kopalnych nie jest główną przyczyną globalnego ocieplenia... i że tysiące naukowców ukryło prawdę o najważniejszym problemie środowiskowym naszych czasów.”
Współtwórca filmu, Keegan Kuhn, udowodnił prawdziwość powyższych danych powołując się na artykuł czasopisma naukowego Animal Feed Science and Technology z 2012 roku, w którym Goodland i Anhang szczegółowo opisali swoją metodologię.